# هيدرومورفين
هيدرومورفون (بالإنجليزية: Hydromorphone)‏، يُعرف أيضًا بثنائي هيدرومورفينون، ويباع تحت الاسم التجاري ديلوديد (بالإنجليزية: Dilaudid)‏ من بين أسماء أخرى. ينتمي هذا الدواء إلى الأفيونات المستخدمة في علاج الألم المعتدل إلى الشديد. يوصى بالاستخدام طويل الأمد فقط في حالة الألم الناجم عن السرطانات. يمكن أخذ الدواء عبر الفم أو الحقن الوريدي أو العضلي أو تحت الجلد. تبدأ تأثيراته خلال نصف ساعة وتستمر حتى 5 ساعات.
تشمل الآثار الجانبية الشائعة كلًا من الدوار والنعاس والغثيان والحكة والإمساك. قد تشمل الآثار الجانبية الخطيرة الإدمان وانخفاض ضغط الدم والنوبات العصبية والتثبيط التنفسي ومتلازمة السيروتونين. يمكن أن تحدث أعراض سحب الأفيونات نتيجة التخفيض السريع للجرعة. لا يوصى عمومًا باستخدام الدواء خلال الحمل أو الإرضاع الطبيعي. من المعتقد أن الهيدرومورفون يعمل أساسًا على تفعيل مستقبلات الأفيونات في الدماغ والنخاع الشوكي. تساوي جرعة 2 مغ من الهيدرومورفون الوريدي ما يقارب 10 مغ من المورفين الوريدي.
سُجلت براءة اختراع الهيدرومورفون عام 1923، وأُدرج على قائمة منظمة الصحة العالمية للأدوية الأساسية، وهو متاح ضمن الأدوية المكافئة. في عام 2017، احتل الدواء المرتبة 205 في قائمة أكثر الأدوية الموصوفة في الولايات المتحدة بما يزيد عن مليوني وصفة طبية. يُصنع الهيدرومورفون من المورفين.

## الاستخدامات الطبية
يستخدم هيدرومورفين لعلاج الألم المعتدل إلى الشديد، ويمكن أخذه عبر الفم أو حقنه وريديًا أو عضليًا أو تحت الجلد. تبدأ التأثيرات عادةً خلال نصف ساعة وتستمر حتى 5 ساعات. يُوصى بالاستخدام طويل الأمد في حالة الألم الناجم عن السرطان فقط. وجدت مراجعة مؤسسة كوكرين عام 2016 اختلافًا بسيطًا بين الهيدرومورفين والأفيونات الأخرى في فعالية علاج الألم المرافق للسرطان.

## التأثيرات الجانبية
تُشابه التأثيرات الجانبية للهيدرومورفين تلك المرافقة للمخدرات الأفيونية الفعالة مثل المورفين والهيروين. تشمل الأخطار الأساسية للدواء كلًا من التثبيط التنفسي المرتبط بالجرعة والاحتباس البولي والتشنج القصبي والوهط الدوراني أحيانًا. تشمل التأثيرات الجانبية الأشيع خفة الرأس والدوار والتركين والحكة والإمساك والغثيان والتقيؤ والصداع والتعرق والهلاوس. تشيع هذه الأعراض عند المرضى القادرين على المشي ومن لا يشكون من ألم شديد.
قد يسبب الاستخدام المتزامن للهيدرومورفين مع الأفيونات الأخرى أو المرخيات العضلية أو المهدئات العصبية أو المركنات أو المخدرات العامة زيادةً كبيرةً في التثبيط التنفسي يمكن أن تترقى إلى الغيبوبة أو الوفاة.
قد يزيد إشراك البنزوديازيبينات (مثل الديازيبام) مع الهيدرومورفين من التأثيرات الجانبية مثل الدوار وتشتت التركيز، ويجب اللجوء إلى تعديل الجرعة عند الحاجة لإشراك هذه الأدوية معًا.
من أهم المشاكل التي قد تحصل مع الهيدرومورفين إعطاؤه بدلًا من المورفين بسبب الخلط بينهما نتيجة تشابه الأسماء سواء عند كتابة الوصفة الطبية أو عند صرف الدواء. أدى هذا إلى العديد من الوفيات والمطالب بتوزيع الهيدرومورفين في عبوات تختلف تمامًا عن عبوات المورفين لتجنب الخلط بينهما.
نادرًا ما تحدث حالات فرط الجرعة الشديد لدى الأفراد المعتادين على الأفيونات، لكن قد تقود عند وقوعها إلى وهط دوراني جهازي. تشمل أعراض فرط الجرعة التثبيط التنفسي والنعاس الذي يتطور إلى الغيبوبة والوفاة أحيانًا، إضافةً إلى ضعف العضلات الهيكلية وبطء معدل ضربات القلب وانخفاض ضغط الدم. يحظى هؤلاء المرضى في المستشفى بعلاج داعم مثل التهوية الآلية التي تؤمن حاجة الفرد من الأكسجين وتطهير الأمعاء باستخدام الكربون النشط عبر الأنبوب الأنفي المعدي. يمكن إعطاء مناهضات الأفيونات مثل النالوكسون بالتزامن مع الأكسجين، إذ يعمل على معاكسة تأثيرات الهيدرومورفين، لكنه يُعطى فقط عند وجود تثبيط نفسي ووهط دوراني واضحين.
تنجم الرغبة المفرطة في تناول السكر بالتزامن مع استخدام الهيدرومورفين عن تفكك الغلوكوز بعد ارتفاع غلوكوز الدم العابر الناجم عن حقن الدواء، وربما يكون هذا نتيجة انخفاض سكر الدم على مدى عدة ساعات، وهي ميزة يشترك فيها مع المورفين والهيروين والكودين والأفيونات الأخرى.

### خلل التوازن الهرموني
يسبب الهيدرومورفين (خاصةً عند الاستخدام المفرط على مدًى طويل) قصورًا مؤقتًا في الغدد التناسلية أو خللًا في التوازن الهرموني كما هو الحال مع الأفيونات الأخرى.

### السمية العصبية
في حالات الاستخدام المطول للهيدرومورفين أو تطبيق جرعات مرتفعة و/أو وجود خلل في الوظيفة الكلوية يمكن أن تحدث أعراض انسمام عصبي مثل الرعاش والرمع العضلي والهياج والاضطراب المعرفي. لا تصل شدة هذه السمية إلى تلك الملاحظة مع بقية فئات الأفيونات خاصةً مركبات البيثيدين المصطنعة.

### السحب الدوائي
قد يعاني مستخدمو الهيدرومورفين من أعراض مؤلمة عند إيقافه، ولا يستطيع البعض تحمل هذه الآثار وبالتالي يستأنفون تناوله. من الصعب التعامل مع أعراض انسحاب الأفيونات خصوصًا بوجود اختلافات بين سلوكيات الإدمان على الدواء وتأثيرات السحب. قد تشمل الأعراض المرافقة لسحب الهيدرومورفين ما يلي:
- الألم البطني.
- القلق أو النوبة الهلعية.
- الاكتئاب.
- اقشعرار الجلد (جلد الوز).
- عدم الاستمتاع بالنشاطات اليومية.
- آلام العضلات والمفاصل.
- الغثيان.
- سيلان الأنف وفرط إفراز الدموع.
- التعرق.
- التقيؤ.

في الشروط السريرية، يفيد فرط الإدماع والتثاؤب وتوسع الحدقتين في تشخيص سحب الأفيونات. يُعد الهيدرومورفين من مسكنات الألم سريعة التأثير، لكن قد يستمر تأثير بعض المركبات عدة ساعات. يمكن أن يشكو المرضى المعالجون بالدواء من أعراض الانسحاب عند إيقافه فجأةً، وهذه الأعراض قد تبدأ خلال ساعات من أخذ الجرعة الأخيرة وتستمر حتى عدة أسابيع، ويمكن تدبيرها عبر استخدام الأدوية المساعدة الأفيونية أو غير الأفيونية.
ينتمي الميثادون إلى الأفيونات التي يشيع استخدامها في هذه الحالات، لكن اختيار العلاج الملائم يعتمد على كل حالة على حدة. يُستخدم الميثادون أيضًا لعلاج الانسمام لدى مدمني الأفيونات مثل الهيروين أو الأدوية الشبيهة بالمورفين. يمكن إعطاء هذا الدواء فمويًا أو حقنًا عضليًا.
هناك خلاف حول استخدام الأفيونات عند المصابين بأعراض الانسحاب، إذ قد تسبب هذه المركبات أيضًا أعراض انسحاب أخرى عند توقف المرضى عن أخذها. ينتمي الكلونيدين إلى الأدوية المساعدة غير الأفيونية، ويمكن استخدامه في حال عدم الرغبة باستخدام الأفيونات كما في مرضى ارتفاع ضغط الدم.

## التفاعلات الدوائية
قد تعزز مثبطات الجهاز العصبي المركزي تأثيرات الهيدرومورفين المثبطة، وتشمل هذه الأدوية الأفيونات الأخرى وأدوية التخدير والتركين والتنويم، إضافةً إلى الباربتيورات والبنزوديازيبينات والفينوثيازين وهيدرات الكلورال والديمينهيدرينات والجلوتيثيميد. قد يزداد التأثير المثبط للهيدرومورفين عند إشراكه مع مثبطات أكسيداز أحادي الأمين والجيل الأول من مضادت الهستامين (برومفينيرامين وبروميثازين وديفينهيدرامين وكلورفينيرامين) ومحصرات بيتا والكحول. يجب تخفيض جرعة أحد الدواءين أو كليهما عند التفكير بإعطاء معالجة مشتركة.

## خصائصه
يشبه كثيراً المورفين، إلا أنه يختلف عنه بأن المورفين أقل بعدد الروابط الهيدروجينية من هيدرومورفين برابطة واحدة حلقية.

## طريقة التحضير
يحضر عن طريقة هدرجة المورفين أو عن طريق اختزال الهيدروجين من مركبات تنائي هيدروكودين أو التتراهيدرونيباتين.